# Resolutie 1714 Veiligheidsraad Verenigde Naties
Resolutie 1714 van de Veiligheidsraad van de Verenigde Naties werd op 6 oktober 2006 met unaniem door de VN-Veiligheidsraad aangenomen
en verlengde de VN-vredesmacht in Soedan met bijna 7 maanden.

## Achtergrond
Al in de jaren 1950 was het zwarte zuiden van Soedan in opstand gekomen tegen het overheersende Arabische noorden. De vondst van aardolie in het zuiden maakte het conflict er enkel maar moeilijker op. In 2002 kwam er een staakt-het-vuren en werden afspraken gemaakt over de verdeling van de olie-inkomsten. Verschillende rebellengroepen waren hiermee niet tevreden en in 2003 ontstond het conflict in Darfur tussen deze rebellen en de door de regering gesteunde janjaweed-milities. Die laatsten gingen over tot etnische zuiveringen en in de volgende jaren werden in Darfur grove mensenrechtenschendingen gepleegd waardoor miljoenen mensen op de vlucht sloegen.

## Inhoud

### Waarnemingen
Er was vooruitgang in de uitvoering van de veiligheidsregelingen uit het vredesakkoord uit 2005 en de partijen werden opgeroepen ook voort te maken met de uitvoering van de andere aspecten van dat akkoord. Door
deze vooruitgang verbeterde de humanitaire situatie in Zuid-Soedan.
Wel stemden de beperkingen die de UNMIS-vredesmacht waren opgelegd en de inzet van kindsoldaten door gewapende groepen tot bezorgdheid. In de regio Darfur ging de humanitaire situatie achteruit. Alle partijen, inclusief die welke geen partij van het vredesakkoord waren, moesten het geweld en de wreedheden er ten einde brengen.
De Afrikaanse Unie had eerder besloten haar AMIS-vredesmacht in de regio te verlengen tot 31 december 2006.

### Handelingen
Het mandaat van de UNMIS-vredesmacht van de Verenigde Naties werd verlengd tot 30 april 2007. De secretaris-generaal werd gevraagd elke 3 maanden over de
uitvoering van dat mandaat te rapporteren.
Ten slotte werden de partijen van het vredesakkoord opgeroepen dit te respecteren en de anderen om het akkoord zo snel mogelijk te tekenen.

## Verwante resoluties
- Resolutie 1709 Veiligheidsraad Verenigde Naties
- Resolutie 1713 Veiligheidsraad Verenigde Naties
- Resolutie 1755 Veiligheidsraad Verenigde Naties (2007)
- Resolutie 1769 Veiligheidsraad Verenigde Naties (2007)

Lijst ·  1652 ·  1653 ·  1654 ·  1655 ·  1656 ·  1657 ·  1658 ·  1659 ·  1660 ·  1661 ·  1662 ·  1663 ·  1664 ·  1665 ·  1666 ·  1667 ·  1668 ·  1669 ·  1670 ·  1671 ·  1672 ·  1673 ·  1674 ·  1675 ·  1676 ·  1677 ·  1678 ·  1679 ·  1680 ·  1681 ·  1682 ·  1683 ·  1684 ·  1685 ·  1686 ·  1687 ·  1688 ·  1689 ·  1690 ·  1691 ·  1692 ·  1693 ·  1694 ·  1695 ·  1696 ·  1697 ·  1698 ·  1699 ·  1700 ·  1701 ·  1702 ·  1703 ·  1704 ·  1705 ·  1706 ·  1707 ·  1708 ·  1709 ·  1710 ·  1711 ·  1712 ·  1713 ·  1714 ·  1715 ·  1716 ·  1717 ·  1718 ·  1719 ·  1720 ·  1721 ·  1722 ·  1723 ·  1724 ·  1725 ·  1726 ·  1727 ·  1728 ·  1729 ·  1730 ·  1731 ·  1732 ·  1733 ·  1734 ·  1735 ·  1736 ·  1737 ·  1738